# Amancio (Cuba)
Amancio (antiguo Central Francisco) es una localidad de 36 000 habitantes (en 2022) situada al suroeste de la provincia de Las Tunas, en el centro-sur de Cuba. 
El municipio de Amancio cuenta con una extensión territorial de 866.2 km² y una densidad poblacional de 51.7 habitantes por km².
Tiene costas bajas y pantanosas. Su territorio está atravesado por los ríos Yáquimo (proveniente de la sierra del Chorrillo) y Sevilla (uno de los ríos más caudalosos del país).
La economía se basa fundamentalmente en el cultivo de la caña de azúcar.

## Historia
La historia de este municipio, marca sus inicios en los pobladores de la comunidad aborigen. Años más tarde, en la época de la colonia este sureño territorio se dividía en diferentes hatos: Buenaventura, Hato Viejo, Hato Estero, Sevilla la Vieja y Hato Yáquimo; en este último existió un trapiche de fuerza de trabajo asalariado, nombrado trapiche "Madre Vieja" su dueño de origen español. En el período independestista, cabalgaron junto a sus tropas grandes generales como: Máximo Gómez, Vicente García, Antonio Maceo y los hermanos Julio y Manuel Sanguily, de los hechos más significativo que se efectúa en la Guerra de Independencia en el territorio, fue la reunión de San Diego de Buenaventura (1874), en la cual se organizó y partió el primer contingente invasor a Las Villas. En 1898, el poblado de Guayabal fue tomado por tropas mambisas (este hecho se lleva a cabo sin derramamiento de sangre, por parte de las fuerzas cubanas). Siendo el primer poblado del Camagüey libre en la Guerra de Independencia.
La penetración del capital norteamericano marca sus inicios a partir del año 1890, con la compra de las tierras de Hato Viejo a Salvador Cisnero Betancourt por la familia Rionda y Polledo, de origen asturiano que comienzan a construir en 1899 el Central Francisco (hoy Amancio Rodríguez); fecha en que surge el incipiente Batey.
El Central Francisco hace su primera zafra el 10 de diciembre de 1902, moliendo 7 800 000 mil arrobas de cañas y produciendo 67 620 sacos de azúcar de 325 libras.
A partir de 1930 se fortalece el movimiento obrero con la figura de Arsenio Yero Álvarez fundador de la primera célula comunista de la localidad. Años más tarde, en 1940, se elige Amancio Rodríguez como secretario General del Sindicato Azucarero, dirigente defensor de la clase obrera, quien fuese asesinado junto a su compañero José Oviedo Chacón, por criminales mujalistas el 18 de septiembre de 1949, mientras daba un discurso para los obreros azucareros en la isntitucion donde siempre se reunían, que conserva su nombre como Sindicato Azucarero. En septiembre de 1957 se organizan las primeras células revolucionarias, y en 1958, cruzan las columnas de Camilo Cienfuegos y el Che Guevara el territorio de Amancio. 
Al triunfar la revolución cubana se nacionaliza el Central Francisco Sugar Company, y los trabajadores por unanimidad deciden ponerle el nombre de su líder asesinado: Amancio Rodríguez.

## Cultura
El terruño amanciero se enorgullece de su cultura: Las décimas campesinas, Las Peñás del Hip Hop donde se destaca el Mc Alexhsmayer (El Siniestro) que ha manifestado este género haciendo conciencia sobre problemas sociales en la juventud de este municipio. las serenatas, los tríos y cuartetos, el bembé (fiesta religiosa de origen africano), el órgano oriental, el arte culinario, los hábitos vegetarianos y hasta los carnavales han sido el fruto de la mezcla de idiosincrasias.
En la literatura se destaca el escritor Ray Faxas, con 5 libros publicados en los géneros de poesía y narrativa. Ray Faxas, junto al escritor tunero Frank Castell y el trovador Freddy Laffita, formó parte del proyecto cultural La Estrella de Cuba, en 2003, el cual reunió a las voces poéticas más prestigiosas de la nueva literatura cubana. Entre sus libros más importantes se destacan los poemarios Dorso de figuras y Las dulces bestias; y la novela La caverna. Actualmente reside en Miami.
El expelotero y cantante del grupo de música popular Son 14, Eduardo «Tiburón» Morales, ha llevado por todos los rincones su apego a Amancio. El trovador Gaspar Esquivel y las otras glorias deportivas Gregorio Pérez y Asterio Zaldívar proceden de esta localidad y devienen figuras de renombre en el país. Pero si aún faltaran referencias de esta tierra, entonces se debe recordar la emblemática canción, Francisco-Guayabal, compuesta por Pío Leyva y popularizada por el Sonero Mayor, Benny Moré.

## Proyectos Culturales

### Sol y Arte
Tiene como objetivo lograr una transformación sociocultural en la comunidad de Guayabal desarrollando un proyecto que integra el rescate de las tradiciones, la protección del medio ambiente y el período de actividades socioculturales.
Se desarrolla en la comunidad costera de Guayabal que se ubica a 20 km del municipio de Amancio y se rige por los siguientes objetivos:
- Alto sentido de pertenencia de los guayabaleros.
- Necesidad de transformar la realidad a partir de la puesta en marcha del desarrollo endógeno.
- Dimensionar el desarrollo desde un enfoque culturo lógico que rebele la actuación y compromiso de los comunitarios.
- Defender a través de acciones culturales la protección del medio ambiente y así contribuir a una educación ambientalista en cuanto al cuidado de la plaza.

El proyecto se erige como instrumento de trabajo para sus moradores que le permita evaluar el cambio sociocultural en la comunidad.

### Peña del Hip Hop
Tiene como objetivo lograr una transformación sociocultural en Municipio 

### Casa de la Música "Benny Moré"
Institución de alcance comunitario, creada para integrar en su base a músicos profesionales y aficionados, creadores musicales, instructores de arte, trovadores, agrupaciones y profesores de apreciación musical que se desarrollan en el municipio con el fin de impulsar su obra.
La promoción de la obra del Bárbaro del Ritmo (Benny Moré), como clásico exponente de la música popular cubana, es una de las principales ideas desarrolladas por este centro. Además el proyecto fue creado con el objetivo de abrir un nuevo espacio donde se estimulen los valores musicales del municipio, incluye varias acciones las cuales tributan al desarrollo de investigaciones socioculturales al fomento de actividades culturales y entre otros elementos a la apertura de una nueva institución cultural: Casa de la Música Benny Moré.